# Буйлесанське сільське поселення
Буйлеса́нське сільське поселення (рос. Буйлэсанское сельское поселение) — сільське поселення у складі Ононського району Забайкальського краю Росії.
Адміністративний центр — село Буйлесан.

## Населення
Населення сільського поселення становить 479 осіб (2019; 525 у 2010, 748 у 2002).

## Склад
До складу сільського поселення входять:
| Населений пункт  | Населення, осіб (2002) | Населення, осіб (2010) |
| ---------------- | ---------------------- | ---------------------- |
| Байн-Цаган, село | 101                    | 53                     |
| Буйлесан, село   | 647                    | 472                    |